# 7318 Dyukov
7318 Dyukov eller 1969 OX är en asteroid i huvudbältet som upptäcktes den 17 juli 1969 av den rysk- sovjetiska astronomen Bella Burnasjeva vid Krims astrofysiska observatorium på Krim. Den är uppkallad efter Vitalij Petrovitj Djukov.
Asteroiden har en diameter på ungefär sju kilometer och den tillhör asteroidgruppen Eunomia.